# Inés del alma mía
Inés del alma mía es un libro de la autora chilena Isabel Allende, que relata la vida de Inés Suárez, primera mujer española en llegar a Chile. Además, narra su relación con Pedro de Valdivia y los obstáculos que tuvieron que sobrepasar para conquistar Chile y fundar la ciudad de Santiago.

## Reseña
En la novela se narran los principales hechos de la vida de doña Inés, que están destinados a ser leídos por su hija adoptiva Isabel. Es una especie de diario de vida que ella deja por miedo a que sus memorias sean olvidadas, esperando que algún día se erija un monumento en su honor.

### Europa, 1500-1537
El primer capítulo, "Europa, 1500-1537", cuenta su vida en Plasencia, principalmente su vida extramatrimonial y matrimonial con Juan de Málaga, además de su duro viaje a América, impulsada no solo por para encontrar a su marido perdido, sino también para encontrar la ansiada libertad. 

### América, 1537-1540
En "América, 1537-1540" se relata su vida en el Cuzco, la decadencia del imperio Inca bajo Francisco Pizarro, y los problemas políticos que allí se vivieron. También, como se va formando la obsesión de Pedro de Valdivia por conquistar Chile, impulsado por lo que le contaba el viejo Diego de Almagro.

### Conquista de Chile
Los capítulos "Viaje a Chile, 1510-1541" y "Santiago de la Nueva Extremadura, 1511-1513" hablan sobre la dura conquista de Chile, donde comienza su vida de pareja con Pedro de Valdivia y como fundó la capital del país junto a él.

### Los Años Trágicos, 1513-1549
El capítulo "Los Años Trágicos, 1513-1549" narra la época más sufrida y pobre de los primeros años de Santiago, y su posterior matrimonio con Rodrigo de Quiroga, cuando Pedro de Valdivia vuelve de una expedición al Perú en busca de más soldados y colonos.

### Guerra de Arauco
Finalmente, el último capítulo describe los inicios de la guerra de Arauco entre españoles y Mapuches bajo las órdenes de Lautaro y Caupolicán.

## Estructura dramática
Aunque parte de la obra es fiel a muchos hechos, la autora se toma numerosas licencias y especula desde la ficción, haciendo una versión personal de la historia. Por ejemplo, la mujer española de Pedro de Valdivia nunca llegó a conocer a su marido. Cuando llegó a Chile, Valdivia ya estaba muerto. Por tanto, la trama amorosa posterior es invención de la escritora. 
Otros muchos detalles y hechos biográficos han sido alterados o inventados para acomodar e intensificar los efectos dramáticos del argumento.

## Personajes
Allende muestra a Doña Inés como una mujer de extremado coraje, dispuesta a hacer todo por el hombre al que ama, pero sin dejar de lado sus propósitos ni su honor, ni sus ansias de conquistar nuevas tierras.
Si bien está centrado en Inés Suárez, a ratos suena a relato histórico extremo, pero da la impresión de desunión con el resto del relato, que es sobre todo una narración romántica y subjetivista de la misma, como por ejemplo en los momentos de la vida anterior de Pedro de Valdivia o de algunas guerras que ocurren en el Perú.
En el libro, Isabel Allende deja entrever las carencias de los primeros conquistadores del Reino de Chile y sus constantes abusos sobre el pueblo mapuche. Descarnadas son las descripciones de matanzas que Allende entrega sobre cada lucha entre mapuche y españoles. Sin embargo, equilibra muy bien la ferocidad de los bandos, es decir todos sufren su justa medida.
Otros personajes de la novela son Pedro de Valdivia, Rodrigo de Quiroga, Francisco de Aguirre, Juan de Málaga, Marina Ortiz de Gaete, Juan Gómez y su esposa Cecilia, Catalina una sirviente indígena y la mejor amiga de la protagonista y Felipe (Lautaro), quien en un principio es servidor de Pedro de Valdivia pero después se escapa con el pueblo mapuche.

## Serie de TV
Amazon Prime Video estrenó el viernes 31 de julio de 2020 la serie de televisión Inés del alma mía, adaptación de la novela de Isabel Allende encabezada por Elena Rivera y Eduardo Noriega.